# Berthenonville
Berthenonville är en kommun i departementet Eure i regionen Normandie i norra Frankrike. Kommunen ligger i kantonen Écos som tillhör arrondissementet Les Andelys. År 2018 hade Berthenonville 246 invånare.

## Befolkningsutveckling
Antalet invånare i kommunen Berthenonville
Referens:INSEE